# Elena Hálková
Elena Hálková (13. dubna 1907 Žilina – 9. září 1985 Praha) byla česká herečka, vnučka českého básníka Vítězslava Hálka, dcera lékaře a politika Ivana Hálka, první manželka herce Zdeňka Štěpánka a matka herečky Jany Štěpánkové.

## Život
Divadlo začala hrát ochotnicky již v Žilině. Po absolutoriu bratislavského gymnázia studovala herectví na dramatickém oddělení Státní konzervatoře v Brně. Po absolvování konzervatoře v roce 1929 získala své první krátké angažmá v činohře Slovenského národního divadla v Bratislavě, poté odjela už natrvalo do Prahy. Zde postupně působila v Divadle na Vinohradech (1929–1935), v Národním divadle (1935–1940, 1944–1955), od roku 1955 v Divadle satiry, od roku 1957 v Divadle ABC a nakonec až do svého odchodu do důchodu hrála v Městských divadel pražských (1962–1972), kam bylo divadlo ABC v roce 1962 začleněno.
V českém filmu se objevovala ponejvíce ve 30. a 40. letech, později už si zahrála jen řadu drobnějších a vedlejších úloh.
Podruhé byla vdaná jako Stolzová, z druhého manželství pochází dcera Kateřina.

## Divadelní role, výběr
- 1930 Eugene O'Neill: Milionový Marco, Kukašin, Divadlo na Vinohradech, režie Jan Bor
- 1932 Karel Čapek: Věc Makropulos, Kristýna, Divadlo na Vinohradech, režie Bohuš Stejskal
- 1933 Otto Indig: Nevěsta z Torocka, Klary Patkos-Nagyová, Komorní divadlo, režie František Salzer
- 1936 N. V. Gogol: Revizor, Marja Antonovna, Národní divadlo, režie Jiří Frejka
- 1939 J. W. Goethe: Faust, Líza, Národní divadlo, režie Karel Dostal
- 1943 bratří Mrštíkové: Maryša, Rozára, Národní divadlo, režie Aleš Podhorský
- 1948 I. S. Turgeněv: Měsíc na vsi, Líza, Tylovo divadlo, režie Aleš Podhorský
- 1950 Carlo Goldoni: Sluha dvou pánů, Smeraldina, Tylovo divadlo, režie Karel Dostal
- 1957 V+W:Balada z hadrů, Žebračka, Divadlo ABC, režie Ján Roháč
- 1961 Max Frisch: Horká půda, vdova Knechtlingová, Divadlo ABC, režie Eva Sadková j. h.